# Slunjčica (Szluin)
 Slunjčica  falu Horvátországban, Károlyváros megyében. Közigazgatásilag Szluinhoz tartozik.

## Fekvése
Károlyvárostól 46 km-re, községközpontjától 5 km-re délre, a Kordun területén, a Slunjčica patak forrásánál fekszik.

## Története
A falunak 1857-ben 1313, 1910-ben 1607 lakosa volt. Trianonig Modrus-Fiume vármegye Szluini járásához tartozott. 2011-ben 67 lakosa volt.

## Lakosság
| Lakosság változása | Lakosság változása | Lakosság változása | Lakosság változása | Lakosság változása | Lakosság változása | Lakosság változása | Lakosság változása | Lakosság változása | Lakosság változása | Lakosság változása | Lakosság változása | Lakosság változása | Lakosság változása | Lakosság változása | Lakosság változása |
| ------------------ | ------------------ | ------------------ | ------------------ | ------------------ | ------------------ | ------------------ | ------------------ | ------------------ | ------------------ | ------------------ | ------------------ | ------------------ | ------------------ | ------------------ | ------------------ |
| 1857               | 1869               | 1880               | 1890               | 1900               | 1910               | 1921               | 1931               | 1948               | 1953               | 1961               | 1971               | 1981               | 1991               | 2001               | 2011               |
| 1313               | 1488               | 1434               | 1596               | 1575               | 1607               | 1393               | 1416               | 809                | 786                | 717                | 201                | 7                  | 0                  | 9                  | 67                 |

## Nevezetességei
Itt ered a Slunjčica-patak amely ezernyi szépségével várja az ide látogatókat. Az ember és a természet teljes összhangját mutatja, hogy a patakon több háromszáz éves vízimalom működik. A táj különösem alkalmas a csendes pihenésre és kikapcsolódásra. A Slunjčica vizének hőmérséklete sohasem megy 12 °C alá, ezért télen sem fagy be. A víz vadregényes sziklák közt több vízesést alakít ki. A forrástól felejthetetlen 6 km-es túra vezet a patak látványos rastokei torkolatáig.